# Norges vassdrags- og energidirektorat

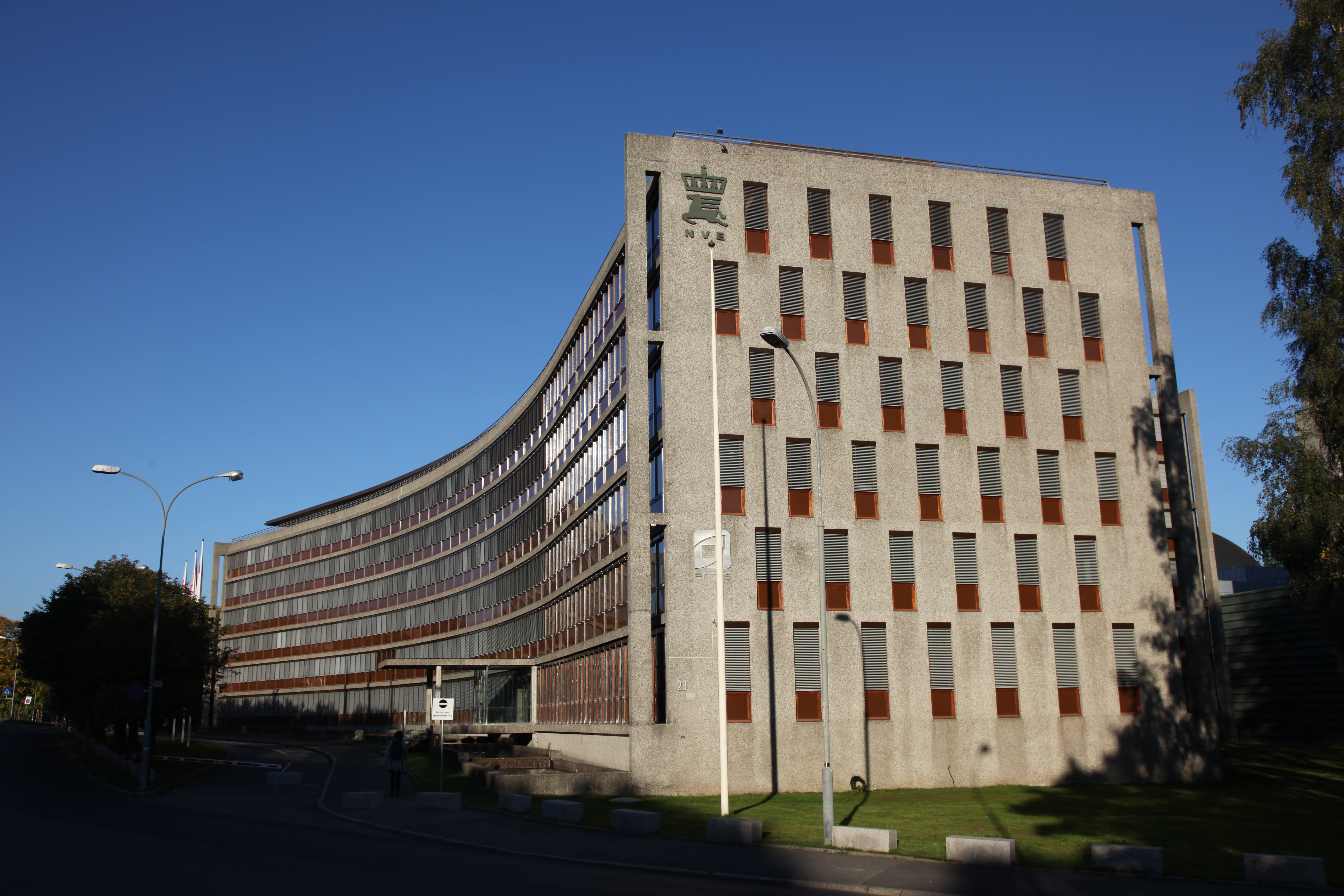
Norges vassdrags- og energidirektorat, Verwaltungsgebäude (2011)

Norges vassdrags- og energidirektorat (kurz NVE; Nynorsk: Noregs vassdrags- og energidirektorat; deutsch Norwegens Wasserlauf- und Energiedirektorat) ist eine norwegische Behörde, die für die Verwaltung der Wasser- und Energieressourcen zuständig ist. Sie ist dem norwegischen Energieministerium nachgeordnet.

## Geschichte
Der Ursprung der heutigen Behörde liegt in der Kanalbehörde Kanalvesenet, die 1847 gegründet wurde. Diese war für die Themenbereiche Verkehr, Flößerei und Industrie rund um die norwegischen Gewässer zuständig. 1921 wurde daraus eine eigene Behörde für Gewässer und Elektrizität ausgegliedert, die den Namen Norges vassdrags- og elektrisitetsvesen (NVE, deutsch: Norwegens Gewässer- und Elektrizitätswesen) erhielt. Dies ging auf einen Vorschlag des norwegischen Arbeitsministeriums aus dem Jahr 1919 zurück, der eine Neuordnung des Bereichs forderte.
Im Jahr 1971 übertrug das Industrieministerium dem NVE die Verantwortung für Aufgaben, die in den Bereich der Gewässerverschmutzung fielen. Diese Abteilung wurde 1972 bei der Gründung des Umweltschutzministerium an die neue Behörde Statens vann- og avløpskontor (deutsch: Staatliches Wasser- und Abflussbüro) übergeben. Im Jahr 1986 erhielt die Behörde den Namen Norges vassdrags- og energiverk (deutsch: Norwegens Gewässer- und Energiewerk) und es wurde schließlich der Bau und Betrieb der staatlichen Kraftwerke und Stromleitungen in den Verwaltungsbetrieb Statkraft ausgelagert. Dadurch verringerte sich die Anzahl der NVE-Mitarbeiter von 4000 auf 380. Der Betrieb wurde 1991 wiederum in zwei staatliche Unternehmen aufgesplittet, nämlich Statkraft und Statnett. Statkraft wurde im Jahr 2002 an das Wirtschaftsministerium (Nærings- og handelsdepartementet) übergeben.
Im Jahr 1998 wechselte die Behörde erneut ihren Namen und heißt seitdem Norges vassdrags- og energidirektorat.

## Aufgabenbereiche
Die Behörde ist für die Gewässer und die Energieversorgung in Norwegen zuständig. Dabei soll sie eine umweltfreundliche Verwaltung der Gewässer umsetzen und ein kosteneffizientes Energiesystem aufbauen. Norges vassdrags- og energidirektorat behandelt unter anderem die Anträge für den Bau neuer Kraftwerke, Stromleitungen, Transformatoren und andere Bauwerke, die die Stromversorgung und die Regulierung der Gewässer betreffen. Des Weiteren liegt ein Aufgabenbereich in der Hochwasserprävention und der Verhinderung von Erdrutschen und Steinschlägen. Das NVE ist verantwortlich für den Bereitschaftsdienst bei Überflutungen, Erdrutschen und Unfällen in den norwegischen Gewässern.
Insgesamt ist die Behörde in sieben Abteilungen unterteilt. Neben der Verwaltungsabteilung gibt es je einen Fachbereich für Energie, Bewilligungen, Aufsicht und Bereitschaft, Hydrologie, Erdrutsche und Gewässer sowie die Regulierung im Energiebereich. In Zusammenarbeit mit der Entwicklungsbehörde NORAD berät das NVE Entwicklungsländer in den ihr anvertrauten Themengebieten.